# Ťiang Čching
Ťiang Čching (čínsky pchin-jinem Jiāng Qīng, znaky 江青; 19. března 1914, Ču Čcheng, provincie Šan-tung – 14. května 1991, Peking, Čína) byla čtvrtou manželkou čínského komunistického vůdce Mao Ce-tunga a jednou z hlavních iniciátorek kulturní revoluce v Číně.

## Neúspěšná herečka
Ťiang Čching se narodila pod jménem Luan Šu-meng do rodiny chudého obchodníka a koláře žijícího v Ču Čchengu. Po rozvodu rodičů se s matkou a starší sestrou odstěhovala k dědečkovi, který byl školním úředníkem v Ťi-nanu. Od té chvíle přijala nové jméno Li Čching-jin – Azurový obláček Li. V Ťi-nanu chodila šest let do základní školy a pak odešla ke kočovné herecké společnosti, ale po čase se vrátila domů a tvrdila, že byla kočovnými herci unesena. Svého snu, stát se slavnou herečkou, se nevzdala ani po tomto neúspěchu a od roku 1929 začala chodit do herecké školy v Tchan-anu, kde s ředitelem školy navázala intimní vztah a mohla tak studovat zadarmo. Když její milenec získal o rok později profesuru v Čching-tao, odešla s ním a krátce studovala na tamní herecké akademii. S dalším svým milencem odjela do Šanghaje, kde se díky osobním kontaktům svého partnera poprvé dostala do styku s komunisty, ale politika ji nechala zcela chladnou. Snažila se znovu prosadit jako herečka a stala se milenkou známého filmového kritika Tchang Na, který jí skutečně obstaral několik divadelních rolí. Li Čching-jin si znovu změnila jméno – na Lang Pching – Modré jablko a provdala se za Tchang Na. Po čase si však našla nového milence a manžel se s ní dal rozvést. Lang Pching utekla v roce 1937 z bombardováním sužované Šanghaje do Nankingu, ale v prosinci 1937 dobyly japonské oddíly i toto město a Lang Pching pokračovala do Wu-chanu a Čchung-čchingu. Celou dobu postupovala Lang Pching s armádou vládního Kuomintangu, jelikož Kuomintang financoval natáčení filmů, v nichž mohla hrát. Jednalo se většinou o propagandistické filmy zaměřené proti Japoncům a komunistům (když se později provdala za komunistu Mao Ce-tunga, bylo vysílání těchto filmů v Číně samozřejmě zakázáno).

## Komunistka
Není jasné proč Lang Pching opustila v roce 1939 Čchung-čching a absolvovala nebezpečnou cestu obsazeným územím do Jen-anu ke komunistickým partyzánům. Jisté je, že krátce po příchodu vstoupila do komunistické strany a začala pracovat v dramatickém oddělení Umělecké akademie v Jen-anu. Tehdy se také Lang Pching poprvé setkala s budoucím předsedou Komunistické strany Číny Mao Ce-tungem, který byl o dvacet let starší než ona. Mao byl mladou a krásnou soudružkou okouzlen a dal jí nové jméno – Ťiang Čching, Zelená řeka. Zanedlouho Ťiang Čching otěhotněla a Mao Ce-tung požádal Ústřední výbor komunistické strany o povolení k rozvodu se svou předešlou manželkou a zasloužilou komunistkou Chu C’-čchen. Ústřední výbor dlouho odmítal vydat povolení k rozvodu, ale Mao si nakonec prosadil svou. Ústřední výbor se podvolil jen pod podmínkou, že Ťiang Čching se nikdy nesmí nazývat paní Mao a musí být zcela apolitická. Svatba Mao Ce-tunga a Ťiang Čching proběhla v roce 1939. Zákaz vměšovat se do politiky Ťiang Čching samozřejmě záhy porušila a začala pracovat jako manželova osobní sekretářka a rádkyně. Kromě toho psala divadelní hry pro vojáky a rolníky a věnovala se rodině a dceři Li Na (* 1940).

## Vítězství komunistů
Po ukončení Druhé světové války a kapitulaci Japonska vypukla v Číně v roce 1946 znovu občanská válka mezi Komunistickou stranou Číny a Kuomintangem. Komunisté po třech letech zvítězili a Kuomintang, spolu s asi dvěma miliony svých přívrženců, přesídlil na Tchaj-wan. Mao Ce-tung vyhlásil 1. 10. 1949 v Pekingu Čínskou lidovou republiku. Poté, co moc nad zemí převzal její manžel, získala Ťiang Čching nejprve místo vedoucí Ústřední filmové kanceláře v oddělení propagandy Komunistické strany Číny a o rok později se stala členem filmové kanceláře na ministerstvu kultury, kde do roku 1954 pracovala v oddělení řízení filmového umění. V dubnu 1959 byl Mao Ce-tung donucen odstoupit z funkce prezidenta, ale byl pevně rozhodnutý získat ztracenou moc zpět.

## Kulturní revoluce
Nástrojem k likvidaci vnitrostranických oponentů a k obnovení Mao Ce-tungovy moci se v roce 1966 stalo hnutí známé jako Velká proletářská kulturní revoluce. Do čela hnutí byla jmenována také Ťiang Čching, která pracovala na cílené mobilizaci mladých lidí a studentů proti vládě v Pekingu. Tehdy se také Ťiang Čching dostala díky svým radikálním, bojovným projevům, adresovaným mládeži, poprvé do povědomí obyvatel Číny, jelikož do té doby o ní běžní občané nikdy neslyšeli. Ťiang Čching se doslova hřála na výsluní slávy a užívala si svou nově nabytou moc. Protest mladých, zfanatizovaných lidí se obrátil proti intelektuálům a vzdělancům v zemi, školy byly uzavřeny, učitelé vražděni nebo posíláni do převýchovných táborů. Všechno, co se nezdálo být v duchu Mao Ce-tunga a jeho přívrženců, bylo zničeno – staré památky a kláštery, ale také vše co bylo označeno za buržoazní – např. luxusní oblečení nebo hudební nástroje (přitom sama Ťiang Čching žila v té době v luxusu, měla osobní letadlo, několik vil a chov koní). Ťiang Čching zatím jezdila křížem krážem Čínou a na manifestacích pokračovala v podněcování lidí k násilí. Zároveň si také vyřizovala své osobní účty z minulosti, když se mstila bývalým hereckým kolegům a funkcionářům, kteří jí někdy odporovali. Dokonce se postarala o to, aby se ve vyhnanství ocitl bývalý generální tajemník strany a reformátor Teng Siao-pching.

## Neomezená moc
V lednu 1967 byla Ťiang Čching jmenována poradkyní pro kulturní práci v Lidové osvobozenecké armádě a v roce 1969 vyhlásil devátý sjezd strany Mao Ce-tunga neomezeným vůdcem Číny. Ťiang Čching byla zvolena členem politbyra KS Číny a stala se tak nejmocnější ženou v zemi. Kulturní revoluce splnila svůj pravý účel a byla oficiálně prohlášena za ukončenou. Na desátém sjezdu strany v roce 1973 zůstalo postavení Maa a Ťiang Čching neotřesené, ale Mao Ce-tung už svůj vliv s přibývajícím věkem pomalu ztrácel. O politiku se příliš nestaral a většinu času trávil se svými mladými milenkami.

## Mocenský pád
Dne 9. 9. 1976 Mao Ce-tung ve věku 82 let zemřel. Po jeho smrti vypukl boj o moc mezi zastánci pragmatického proudu a radikální skupinou, která se vytvořila kolem vdovy Ťiang Čching. Tato skupina, známá jako gang čtyř, svůj poslední boj prohrála. 7. 10. 1976 byla Ťiang Čching ze strany vyloučena, v listopadu 1980 postavena před soud a jako vůdkyně gangu čtyř odsouzena k trestu smrti. V roce 1983 jí byl trest změněn na doživotí. O rok později byla ze zdravotních důvodů propuštěna a 14. 5. 1991 spáchala sebevraždu.